# Початок художньої кар'єри Мурільйо
Початок художньої кар'єри Мурільйо (англ. The Early Career of Murillo) — картина на літературний сюжет з життя іспанського художника Мурільйо, котру створив 1865 року шотландський художник Джон Філіп (1817–1867).

## Літературщина замість власних ідей
Мистецтво XIX століття робили різні художники. Одні — талановиті і майстерні, прокладали нові шляхи і відрізнялись сміливістю у запропонованих ідеях (Франсіско Гойя, Теодор Жеріко, Едуар Мане, Альфонс де Невіль, Верещагін Василь Васильович, Вінсент ван Гог, Франсуа Мілле, Джованні Сегантіні, Вінслов Гомер). Другі майстри робили з живопису засіб заробітку на життя й не пропонували свіжих ідей. Відчуття ідейної порожнечі сприяло широкому звертанню до низки літературних творів чи до старовинних життєписів славнозвісних особистостей минулого як до джерела хоч якихось сюжетів. Особливо широко тенденція звертання художників до історії або до уславлених зразків літератури набула у 1820-60-ті роки і була явищем міжнародним. Чимало картин і скульптур за літературними сюжетами заполонило виставки у Парижі та у Лондоні («Кромвель біля гробу страченого короля Карла І» Поля Делароша, «Рафаель і Форнаріна» Домініка Енгра, «Смерть художника Корреджо» Ніколя Тассара , «Браманте представляє папі римському молодого Рафаеля» Йоганеса Рейпенгаузена, «Колумб переконує іспанських королів Фердинанда та Ізабелу дати гроші на експедицію» Йозефа Гендріка Губерта Ліса). На подібних полотнах переважали побутовість, ілюстрування відомих легенд, переказів чи навіть анекдотів.
Найбільше цих творів було у Франції, де працювала армія консервативних комерційних художників, причетних до пізнього класицизму, академізму і салонного мистецтва. Не встояли навіть значні творчі особистості на кшталт Ежена Делакруа, Енгра, Едуара Мане тощо, хоча у них це був тимчасовий і короткий період.
В Британії, що переживала десятиліття вікторіанської стабільності та ідейної стагнації, без кінця славили вигладжені і цензуровані твори Вільяма Шекспіра як у театрі, так і у живопису. Проти одноманітних і набридлих театральних вистав протестував навіть Бернард Шоу, залишивши роздратовані мемуари з цього приводу. Так, три ранні художні твори апологета британського академізму Фредеріка Лейтона були створені на літературні сюжети («Смерть Брунеллескі», «Мадонна Чімабуе», «Мікеланджело»). Причетним до літературних сюжетів був і шотландський художник Джон Філіп. Він тричі відвідував Іспанію з метою знайти нові сюжети для живопису та полікувати і укріпити власне здоров'я.

## Опис твору
Картина «Початок художньої кар'єри Мурільйо» створена за літературним першоджерелом. Ним був твір Вільяма Стерлінга-Максвелла «Аннали художників Іспанії», опублікований 1848 року.
| Мурільйо бідував. Аби заробити на хліб насущний, малював швидко і грубо малі картини для ринку Ферія, що гомонів на широкій вулиці біля церкви Всіх Святих, відому через напівмавританську за декором дзвіницю. Цей старовинний ринок збирався щочетверга і мало змінився з часів Мурільйо. Фрукти, овочі, груба кераміка, старий одяг і старе залізо клали просто на землю або викладали в малих крамничках, як робили це і два століття до цього, коли невідомий нікому юнак-художник стояв серед циган, мулатів, жебракуючих католицьких ченців заради заробітку у декілька реалів... |
Усе перелічене у Вільяма Стерлінга-Максвелла можна знайти і в картині Джона Філіпа. Правда, художник відсунув у тінь ліворуч маленьку фігуру самого Мурільйо, а центр віддав ринковому натовпу, де є молода циганка з дитиною, іспанські священики і ченці, що пильно розглядають твір молодого художника, купа фруктів і овочей у плетених кошиках та місцева кераміка, розкладена просто на ґрунті. Джон Філіп навіть позначив рік, коли відбулась подія на його полотні — «1634». Мурільйо було лише 17 років.
Картину первісно сприйняли прохолодно, хоча ім'я іспанського художника Мурільйо було на той час більш авторитетим і популярним, ніж імена іспанців Франсіско де Сурбарана або Дієго Веласкеса. Біографічне полотно з літературним сюжетом показали на декількох виставках лише по смерті художника.